# Gerrit de Ruiter (hockeyer)
Gerrit Jan (Gerrit) de Ruiter (Enschede, 28 september 1927 – 8 januari 2010) was een Nederlands hockeyer die als keeper speelde.
De Ruiter keepte 24 keer in de Nederlandse hockeyploeg en maakte deel uit van het team dat op de Olympische Zomerspelen van 1960 in Rome speelde en een tournee door India maakte.
De Ruiter was 16 jaar de doelman van het eerste team van DKS uit Enschede, waarmee hij tussen 1949 en 1960 acht keer kampioen van het Oosten werd en om het Nederlands kampioenschap speelde.
De Ruiter schreef regelmatig hockeyartikelen voor Hockeysport (voormalig tijdschrift van de KNHB), de Batavier (hij was lid van deze groep van oud-internationals) en verschillende regionale kranten en tijdschriften. Gedurende zijn carrière hield hij vele plakboeken bij.
Wim de Beer · 
Patrick Buteux van der Kamp · 
Carel Dekker · 
Thom van Dijck · 
Jan-Willem van Erven Dorens · 
Frans Fiolet · 
Jan van Gooswilligen · 
Egbert de Graeff · 
Freddie Hooghiemstra · 
Jaap Leemhuis · 
Gerard Overdijkink · 
Gerrit de Ruiter · 
Theo Terlingen · 
Theo van Vroonhoven · 
Hans Wagener · 
Eddie Zwier · 
Coach: Jan Anjema